# Luis Muñiz
Luis Muñiz González (Trubia, Asturias, España, 2 de mayo de 1923 - Oviedo, 30 de marzo de 1984) fue un futbolista español que jugaba como delantero. Su equipo principal fue el Real Oviedo con el que se mantuvo durante seis temporadas en la Primera División.

## Clubes
| Club          | País   | Temporadas | Categoría        | Goles |
| ------------- | ------ | ---------- | ---------------- | ----- |
| Real Oviedo   | España | 1944-1950  | Primera División | 10    |
| CD Málaga     | España | 1950-1951  | Primera División | 3     |
| RCD La Coruña | España | 1951-1952  | Primera División | 1     |